# Жезказганская ТЭЦ
Жезказга́нская ТЭЦ (каз. Жезқазған жылу электр орталығы) — электростанция регионального (промышленного) значения. Расположена по адресу: город Жезказган, улица Желтоксан, 1. ТЭЦ является одним из трёх генерирующих предприятий корпорации «Казахмыс». Выработанная станцией электроэнергия идёт на покрытие электрических нагрузок Жезказганского горно-металлургического комбината и города. Входит в Северную зону (МЭС) Единой Энергетической Системы Казахстана.

## История
Развитие Жезказганского промышленного района требовало крупный источник водоснабжения. Центром его был выбран будущий город Жезказган, в отличие от посёлоков Карсакпай и Жезказган располагавшимся на реке Кара-Кенгир и где было создано водохранилище. Первенцем электроэнергетики Центрального Казахстана была маломощная Карсакпайская ЦЭС (7 МВт), к тому же на ней в 1947 году произошёл взрыв барабана котла, приведший к гибели 19 человек и разрушению здания. В 1955 году она была остановлена в связи с вводом в 1952 году первой очереди Жезказганской ТЭЦ. В строительстве последней принимали участие заключённые Степлага. До 1970 шло наращивание мощностей новой станции.
После распада СССР Жезказганская ТЭЦ, входившая в состав районного управления энергетического хозяйства «Карагандаэнерго», согласно Постановлению Правительства Республики Казахстан за № 490 от 12 июля 1996 года, была передана корпорации «Самсунг». В настоящее время в входит в состав ТОО «Казахмыс Энерджи», объединяющего энергетические активы корпорации «Казахмыс».

## Основные данные
Жезказганская ТЭЦ является основным поставщиком тепла и электроэнергии городу. Снабжение технической водой обеспечивает Кенгирское водохранилище.
Основные производственные показатели ТЭЦ:
- Установленная электрическая мощность — 152 МВт (2014)[8]
- Располагаемая электрическая мощность — 117 МВт (2014)[8]
- Используемая в балансе мощность — 130 МВт (2013)[9]
- Выработка электроэнергии — 890 млн кВт·ч (2014)[8]
- Установленная тепловая мощность — 370 Гкал/ч[10]
- Располагаемая тепловая мощность — 255 Гкал/ч[10]

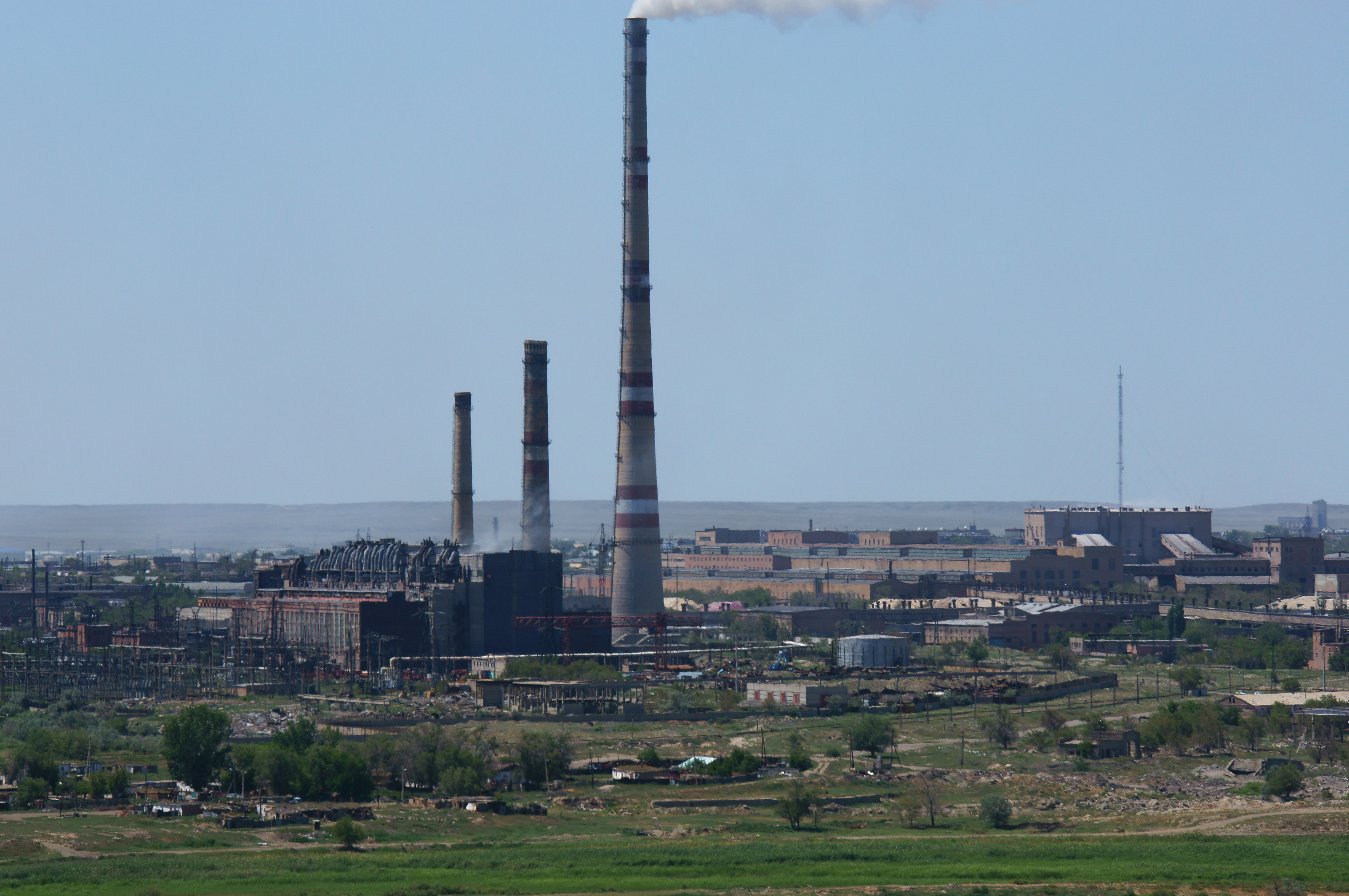
Вид на ТЭЦ

Основной вид топлива, использующийся на станции — уголь борлинского месторождения (разрез «Молодёжный»), в смеси с промышленными отходами Карагандинского угольного бассейна, в частности Карагандинской ЦОФ.
Персонал станции — 750 человек.
Отпускная цена электроэнергии, вырабатываемая электростанциями «Казахмыса», самая дешёвая в Казахстане и составляла в 2013 году 5,1 тенге за 1 кВт·ч.

## Оборудование
Источник данных: Дукенбаев К. Д. Энергетика Казахстана. Движение к рынку. 1998

### Котлы
| Ст. № | Тип           | Год ввода | Производительность, т/ч | Давление пара, кгс/см² | Температура пара, °C | Наработка, часов |
| ----- | ------------- | --------- | ----------------------- | ---------------------- | -------------------- | ---------------- |
| 4     | ТП-10         | 1959      | 220                     | 100                    | 540                  | 258 240          |
| 5     | ТП-10         | 1960      | 220                     | 100                    | 540                  | 188 880          |
| 6     | ТП-10         | 1960      | 220                     | 100                    | 540                  | 183 610          |
| 7     | ТП-10         | 1962      | 220                     | 100                    | 540                  | 160 475          |
| 8     | ТП-13/Б       | 1970      | 220                     | 100                    | 540                  | 131 758          |
| 9     | ТП-13Б        | 1971      | 220                     | 100                    | 540                  | 128 628          |
| 10    | БКЗ-220-100   | 1981      | 220                     | 100                    | 540                  | 73 193           |
| 11    | БКЗ-220-100-9 | 1993      | 220                     | 100                    | 540                  | 305              |

### Турбины
| Ст. № | Тип         | Год ввода | Мощность, МВт | Давление пара, кгс/см² | Температура пара, °C | Наработка, часов | Примечание                              |
| ----- | ----------- | --------- | ------------- | ---------------------- | -------------------- | ---------------- | --------------------------------------- |
| 1     | Р-25-90/13  | 1959      | 25            | 90                     | 535                  | 236 865          |                                         |
| 2     | Т-42-90     | 1960      | 42            | 90                     | 535                  | 242 423          |                                         |
| 3     | ПТ-50-90/13 | 1963      | 50            | 90                     | 535                  | 213 305          | В 2003 году уточнена мощность до 30 МВт |
| 4     | ПТ-60-90/13 | 1969      | 60            | 90                     | 535                  | 214 361          |                                         |

### Генераторы
| Ст. № | Тип     | Мощность, МВт | Напряжение, кВ |
| ----- | ------- | ------------- | -------------- |
| 4     | ТВС-30  | 30            | 6,3            |
| 5     | ТВ-50-2 | 50            | 6,3            |
| 6     | ТВ-60-2 | 60            | 6,3            |
| 7     | ТВ-60-2 | 60            | 6,3            |

## Перспективы
Дефицит электроэнергии в Карагандинской области требует строительства новых и расширения действующих мощностей. В Жезказгане недостаток электроэнергии (270 МВт/ч) покрывается поставками с Карагандинской ГРЭС-2. Программой развития энергетики Карагандинской области предусматривается строительство семи мини-ТЭЦ в городах области, в том числе и в Жезказгане. Также планируется строительство Жезказганской ТЭЦ-2 с привлечением китайских инвестиций.
В ноябре 2015-го в СМИ появилось сообщение об инвестировании британской энергетической компании IPC 3,1 млрд долларов в строительство четырёх газотурбинных станций в Казахстане, в том числе трёх в городах Карагандинской области — Караганде, Темиртау и Жезказгане, номинальной мощностью 400 МВт каждая.
В 2024 году было объявлено о планах строительства газопровода для газификации ТЭЦ. Планировалось начать строительство в апреле 2025 и завершить в январе 2026 года. В 2025 году началось строительство парогазовой установки мощностью 75 МВт.